# Чемпионат мира по тяжёлой атлетике 1920
20-й Чемпионат мира по тяжёлой атлетике прошёл с 4 по 8 сентября 1920 года в Вене (Австрия).

## Общий медальный зачёт
| Место | Страна    | Золото | Серебро | Бронза | Всего |
| ----- | --------- | ------ | ------- | ------ | ----- |
| 1     | Германия  | 4      | 2       | 0      | 6     |
| 2     | Австрия   | 1      | 2       | 5      | 8     |
| 3     | Швейцария | 0      | 1       | 0      | 1     |
| всего | всего     | 5      | 5       | 5      | 15    |

## Медалисты
| Вес           | Золото                       | Серебро                    | Бронза                          |
| ------------- | ---------------------------- | -------------------------- | ------------------------------- |
| До 60 кг      | Ойген Видман (Германия)      | Андреас Жакмон (Германия)  | Густав Кубу (Австрия)           |
| До 67,5 кг    | Филипп Лист (Германия)       | Йозеф Циммерман (Германия) | Карл Пальковиц (Австрия)        |
| До 75 кг      | Карл Штритески (Австрия)     | Ульрих Блазер (Швейцария)  | Йозеф Каммерер (Австрия)        |
| До 82,5 кг    | Йозеф Штрасбергер (Германия) | Франц Цуба (Австрия)       | Леопольд Хеннермюллер (Австрия) |
| Свыше 82,5 кг | Карл Мёрке (Германия)        | Франц Айгнер (Австрия)     | Хайнрих Айшер (Австрия)         |

## Ссылка
- Статистика Международной федерации тяжёлой атлетики